# یخ آمورف
یخ بی‌شکل یا یخ آمورف (انگلیسی: Amorphous ice) یک جامد آمورف (یخ غیر کریستالی یا "زجاجیه‌ای")؛ شکلی جامد ولی بی‌شکل از آب است. یخ معمولی یک ماده کریستالی است که در آن مولکول‌ها به‌طور منظم در یک شبکه منظم شش‌ضلعی قرار گرفته‌اند و تبلور طبیعی آب تقریباً همیشه این فاز ترمودینامیکی یخ را تشکیل می‌دهد. یخ بی‌شکل در آرایش مولکولی خود بدون نظم دوربرد است. یخ بی‌شکل از دو راه تولید می‌شود: یا با سرد شدن سریع آب مایع؛ که مولکول‌ها زمان کافی برای تشکیل شبکه کریستالی ندارند، یا با فشرده‌سازی یخ معمولی در دماهای پایین تولید می‌شوند.
هرچند تقریباً تمام یخ‌های آبی روی زمین یخ کریستالی آشنا همان «یخ فاز یک» (Ih) هستند، یخ‌های بی‌شکل در اعماق محیط میان‌ستاره‌ای حضور بیشتری دارند و این احتمالاً به‌طور کلی، رایج‌ترین ساختار H2O در گیتی است.
همان‌طور که بسیاری از اشکال کریستالی مختلف یخ وجود دارد؛ در حال حاضر بیش از هفده مورد شناخته‌شده، اشکال مختلفی از یخ بی‌شکل نیز وجود دارد که عمدتاً با چگالی آن از هم متمایز می‌شوند.
یخ‌های بی‌شکل دارای خاصیت سرکوب نوسانات چگالی دوربرد هستند و بنابراین تقریباً بیش از حد یکنواخت هستند. با وجود لقب «بی‌شکل»، هوش مصنوعی نشان داده‌است که یخ‌های آمورف در ساختار مولکولی خود شیشه‌ای هستند.

## شکل‌گیری
هنگامی که آب مایع به دمای انتقال شیشه‌ای خود (حدود ۱۳۶ کلوین یا ۱۳۷- درجه سانتیگراد) در میلی ثانیه خنک شود، یخ آمورف می‌تواند تشکیل شود؛ تا از هسته‌زایی خودبه‌خودی کریستال‌ها جلوگیری شود.
فشار عامل مهم دیگری در تشکیل یخ بی‌شکل است و تغییرات در فشار ممکن است باعث تبدیل یک فرم به فرم دیگر شود.
استفاده از ضدیخ بیوژنیک برای کاهش نقطه انجماد و افزایش ویسکوزیته؛ که مانع از تشکیل کریستال می‌شود، می‌تواند به آب محافظ‌های سرمایی اضافه شود. انجماد بدون افزودن مواد برودتی را می‌توان با خنک سازی بسیار سریع به دست آورد. این تکنیک‌ها در زیست‌شناسی برای انجماد یاخته‌ها و بافت‌ها استفاده می‌شود.